# Jean Pierre Rodríguez
Jean Pierre Rodríguez (Cali, Colombia; 15 de mayo de 1993) es un futbolista colombiano. Juega de defensa.

## Clubes
| Club                 | País     | Año         |
| -------------------- | -------- | ----------- |
| Boca Juniors de Cali | Colombia | 2010        |
| Sucre F. C.          | Colombia | 2011        |
| América de Cali      | Colombia | 2012 - 2013 |